# Polydora paucibranchis
Polydora paucibranchis är en ringmaskart som beskrevs av Ehlers 1913. Polydora paucibranchis ingår i släktet Polydora och familjen Spionidae. Inga underarter finns listade i Catalogue of Life.